# 粗纹吻状蛤
是弯锦蛤目弯锦蛤科弯锦蛤属的一种。主要分布于韩国、中国大陆、台湾，常栖息在深海、水深27－92米。